# Organización árabe de comunicaciones por satélite (Arabsat)
La Organización Árabe de Comunicaciones por Satélite (a menudo abreviada como Arabsat) es un operador de comunicaciones por satélite en el mundo árabe, con sede en la ciudad de Riad, Arabia Saudita. Arabsat se creó para brindar servicios de telecomunicaciones por satélite, públicos y privados a los Estados árabes, de conformidad con las normas internacionales. Con 21 países miembros, la organización desempeña un papel vital para mejorar las comunicaciones en el mundo árabe. 
Los satélites de Arabsat son una serie de satélites geoestacionarios de comunicaciones lanzados desde 1985 hasta 2019. Algunos de los satélites posteriores de la serie permanecen operativos en órbita, mientras que otros han sido retirados y están abandonados.

## Accionistas
Miembros de la Liga Árabe y accionistas de Arabsat
Todos los estados de la Liga Árabe, excepto Comoras, son accionistas de Arabsat: 
 *  36.7% Arabia Saudita
- 14.6% Kuwait
- 11.3% Libia
- 9.8% Catar
- 4.7% 4.7%
- 4% 4%
- 3.8% Líbano
- 2.5% Baréin
- 2.1% Siria
- 1.9% Irak
- 1.7% Argelia
- 1.7% Yemen
- 1.6%  Egipto
- 1.2% Omán
- 0.7% Túnez
- 0.6% Marruecos
- 0.3% Sudán
- 0.3% Mauritania
- 0.2%  Autoridad Palestina
- 0.2% Somalia
- 0.1% Yibuti

- Datos: Q624426
- Multimedia: Arabsat / Q624426